# Корбу (Васлуй)
Корбу (рум. Corbu) — село у повіті Васлуй в Румунії. Входить до складу комуни Ліповец.
Село розташоване на відстані 269 км на північний схід від Бухареста, 6 км на південь від Васлуя, 64 км на південь від Ясс, 131 км на північ від Галаца.

## Населення
За даними перепису населення 2002 року у селі проживали 635 осіб, усі — румуни. Усі жителі села рідною мовою назвали румунську.